# Pofadder
Pofadder – miasto w Republice Południowej Afryki, położone w Prowincji Przylądkowa Północna w prowincji Namakwa, w gminie Khai-Ma której jest siedzibą administracyjną.